# 구사카베노 황자
구사카베 황자(일본어: 草壁皇子 662년 ~ 689년[*]는 덴무 천황의 차남으로, 생모는 지토 천황이다. 비는 덴지천황의 황녀이자, 지토 천왕의 이복 여동생인 아헤 황녀(후의 겐메이 천황)로, 그녀는 아내인 동시에 이모였다. 죽고 나서 추존되었으며, 시호는 오카노미야교 천황(岡宮御宇天皇)이다.

## 약력
덴지 천황 원년인 662년, 우노노사라라 황후(지토 천황)의 유일한 소생으로 태어났다. 어머니의 지원을 받아 일본서기에 따르면, 681년 2월에 황태자로 책봉되었다. 아스카 원년인 686년 덴무 천황이 중태에 빠지자 그의 권한을 어머니와 공동으로 위임받았고, 같은 해 9월 덴무 천황은 붕어하였다. 이듬해 이복형 오쓰 황자가 모반죄로 처형됨으로써 명실상부한 후계자가 되었으나, 오쓰 황자의 처형에 따른 궁내의 반감 등을 이유로 즉위가 미루어진 채 689년 4월 13일 28세의 나이로 사망하였다.
그의 무덤 위치는 알려지지 않았으나, 나라시의 다카토리에 있을 것이라는 추측도 있다.

## 가족
- 비: 아헤 황녀(덴지 천황의 딸, 겐메이 천황)
  - 제1황녀: 히다카(氷高) 황녀(겐쇼 천황)
  - 제1황자: 가루(珂瑠) 황자(몬무 천황)
  - 제2황녀: 기비(吉備) 황녀(나가야 왕의 부인)

| 전임 공백(나카노오에노 황자) | 제2대 섭정 (황친섭정, 하쿠호 시대) 681년 ~ 686년 | 후임 공백(후지와라노 요시후사) |